# .at
.at — национальный домен верхнего уровня для Австрии.
Домен администрирует NIC.AT.

## Домены второго уровня
Внутри домена .at существует несколько доменов второго уровня:
- .gv.at — для правительственных институтов (регистрация проводится Австрийской Федеральной Канцелярией)
- .ac.at — для академических и образовательных институтов (регистрация проводится государственным университетом Вены)
- .co.at — предназначен для компаний (свободная регистрация)
- .or.at — предназначен для организаций (свободная регистрация)

Также существует возможность неограниченной регистрации непосредственно домена второго уровня. Существенное количество англоязычных слов, заканчивающихся на -at, предрасполагает к нестандартному использованию этого домена, в том числе и в рекламных целях. Правда, для регистрации необходимо, чтобы имя домена состояло минимум из трёх букв, например, form.at или bor.at. Использование имени домена верхнего уровня в качестве английской приставки «at» (например, arrive.at) также широко распространено.
Регистрации интернационализированных доменных имён также возможны в соответствии со следующими инструкциями (нем.).